# Mägi-Kurdla
Mägi-Kurdla is een plaats in de Estlandse gemeente Saaremaa, provincie Saaremaa. De plaats heeft de status van dorp (Estisch: küla) en telt 14 inwoners (2021).
Tot in oktober 2017 lag Mägi-Kurdla in de gemeente Laimjala. In die maand werd Laimjala bij de fusiegemeente Saaremaa gevoegd.
Mägi betekent ‘heuvel’. Wat noordelijker ligt het dorp Paju-Kurdla (‘Weide-Kurdla’).

## Geschiedenis
Mägi-Kurdla werd voor het eerst genoemd in 1453 onder de naam Staldoth Megenkurgell is tho Wayver eyn bur. In 1798 heette de nederzetting Meggikurla en lag ze op het landgoed van Laimjala.
Tussen 1977 en 1997 waren Mägi-Kurdla en Paju-Kurdla één dorp onder de naam Kurdla.